# Rob Grabert
Robert Karl Baldwin (Rob) Grabert (Hilfarth (Duitsland), 5 februari 1964) is een voormalig Nederlands volleybalinternational en behoort tot de gouden generatie die in 1996 olympisch kampioen werd in Atlanta.
Rob Grabert deed tweemaal mee aan de Olympische Spelen. In 1988 werd hij bij de Zomerspelen in Seoel met het Nederlands team vijfde. Acht jaar later was hij lid van het Nederlands team dat goud veroverde in Atlanta door Italië in de finale te verslaan.
Tegenwoordig heeft Grabert zijn eigen bedrijf in groente en fruit. Daarnaast geeft hij jeugdtrainingen.

## Clubs
| periode   | club                       |
| --------- | -------------------------- |
| 1982–1988 | Nashua Geldrop             |
| 1988–1990 | Martinus Amstelveen        |
| 1990–1991 | Pallavolo Catania          |
| 1991–1993 | Jockey Schio               |
| 1993–1994 | Latte Giglio Reggio Emilia |
| 1994–1996 | Rentokil-Zevenhuizen       |
| 1996–1997 | Moerser SC                 |

Edwin Benne · Peter Blangé · Ron Boudrie · Marco Brouwers · Teun Buijs · Rob Grabert · Pieter Jan Leeuwerink · Jan Posthuma · Avital Selinger · Martin Teffer · Ronald Zoodsma · Ron Zwerver
Peter Blangé · Rob Grabert · Guido Görtzen · Henk-Jan Held · Misha Latuhihin · Jan Posthuma · Brecht Rodenburg · Richard Schuil · Bas van de Goor · Mike van de Goor · Olof van der Meulen · Ron Zwerver